# Owase
Owase (尾鷲市 -shi) é uma cidade japonesa localizada na província de Mie.
Em 2003, a cidade tinha uma população estimada em 22 861 habitantes e uma densidade populacional de 118,36 h/km². Tem uma área total de 193,14 km².
Recebeu o estatuto de cidade a 20 de Junho de 1954.